# 尼戈尼鎮區 (密歇根州)
尼戈尼鎮區（英語：Negaunee Township）是位於美國密歇根州馬凱特縣的一個行政鎮區。

## 地方資料
尼戈尼鎮區的面積為113.10平方千米，當中陸地面積為109.00平方千米，而水域面積為4.10平方千米。根據2020年美國人口普查的數據，當地共有人口3232人，而人口密度為每平方千米28.58人。